# Johanna II van Chalon-Tonnerre
Johanna II van Chalon-Tonnerre (overleden in 1440) was van 1424 tot aan haar dood graaf van Tonnerre. Ze behoorde tot het huis Chalon.

## Levensloop
Johanna was de oudste dochter van graaf Lodewijk I van Chalon-Tonnerre en diens echtgenote Maria, dochter van heer Willem VII van Parthenay. 
In 1400 huwde ze met Jean de la Baume, heer van Valfin. Ze kregen geen kinderen.
Na de dood van haar oudere broer Hugo werd Johanna II in 1424 gravin van Tonnerre. Ze bleef dit tot aan haar dood in 1440 en werd toen opgevolgd door haar jongere zus Margaretha II.